# Sessions@AOL
Sessions@AOL – EP brytyjskiej piosenkarki soulowej Amy Winehouse, wydany 1 czerwca 2004 roku przez wydawnictwo muzyczne Island Records. Minialbum zawiera 6 kompozycji wokalistki w wersjach live.

## Lista utworów
Opracowano na podstawie materiału źródłowego.
1. „Know You Now” (Live) – 3:44
2. „Stronger Than Me” (Live) – 4:16
3. „You Sent Me Flying” (Live) – 5:59
4. „I Heard Love Is Blind” (Live) – 3:40
5. „(There Is) No Greater Love” (Live) – 2:49
6. „In My Bed” (Live) – 4:33